# Undrus Binangun
Undrus Binangun is een bestuurslaag in het regentschap Sukabumi van de provincie West-Java, Indonesië. Undrus Binangun telt 4380 inwoners (volkstelling 2010).